# Kazue Katō
Kazue Katō (jap. 加藤和恵 Katō Kazue; ur. 20 lipca 1980 w Tokio) – japońska mangaka, znana przede wszystkim z mangi Ao no Exorcist.

## Biografia
Kazue Katō urodziła się 20 lipca 1980 roku w Tokio. Ma dwójkę młodszego rodzeństwa, brata i siostrę. W liceum miała aspiracje, by zostać animatorką, jednak jej ojciec uważał, że nie podchodzi do tego wystarczająco poważnie, więc wysłał ją na studia, z których później zrezygnowała i zamiast tego postanowiła zostać mangaką. Po opublikowaniu kilku one-shotów stworzyła swoją pierwszą pełnoprawną serię, Robo to usakichi, która była publikowana w magazynie „Gekkan Shōnen Sirius” w latach 2005–2007.
Po zakończeniu Robo to usakichi, redakcja „Jump Square” zwróciła się do niej z prośbą o serializację mangi w ich magazynie. Ostatecznie opracowała Ao no Exorcist, którego pierwszy rozdział ukazał się 4 kwietnia 2009. Siódmy tom serii miał początkowy nakład wynoszący 1 milion egzemplarzy, czyniąc go pierwszą mangą w „Jump Square”, która osiągnęła taki wyczyn. W pierwszej połowie 2017 roku seria była jedenastą najlepiej sprzedającą się mangą w Japonii. Manga doczekała się także serialu anime wyprodukowanego przez studio A-1 Pictures.
W 2020 roku Katō wykonała projekty postaci do anime Godzilla: Singular Point. W lipcu 2021 ogłosiła, że Ao no Exorcist zostanie tymczasowo zawieszone, aby móc rozpocząć pracę na mangową adaptacją powieści Eizen karukaya kaiitan autorstwa Fuyumi Ono.

## Twórczość

### Manga
- Ja i królik (jap. 僕と兎 Boku to usagi) (2000, one-shot)[2]
- Robo to usakichi (jap. ロボとうさ吉) (2005–2007)[2]
- Ao no Exorcist (jap. 青の祓魔師 Ao no ekusoshisuto) (od 2009)[2]
- Dziwne opowieści konserwatora z Karukayi (jap. 営繕かるかや怪異譚 Eizen karukaya kaiitan) (2021–2022, adaptacja powieści autorstwa Fuyumi Ono)[9]

### Inne
- Godzilla: Singular Point (jap. ゴジラ S.P ＜シンギュラポイント＞ Gojira shingyura pointo) (2021, projekty postaci)[8]